# Carlos Secretário
Carlos Alberto de Oliveira Secretário (São João da Madeira, Portugal, 12 de mayo de 1970) es un exfutbolista y entrenador portugués, se desempeñaba como lateral derecho. Actualmente entrena al SC Salgueiros.
Con la selección de fútbol de Portugal participó en dos Eurocopas.

## Clubes como jugador
| Club           | País     | Año         | Partidos | Goles |
| Gil Vicente FC | Portugal | 1988 - 1989 | 29       | 2     |
| FC Penafiel    | Portugal | 1989 - 1991 | 64       | 2     |
| FC Famalicão   | Portugal | 1991 - 1992 | 31       | 2     |
| SC Braga       | Portugal | 1992 - 1993 | 31       | 2     |
| FC Porto       | Portugal | 1993 - 1996 | 86       | 6     |
| Real Madrid CF | España   | 1996 - 1997 | 13       | 0     |
| FC Porto       | Portugal | 1998 - 2004 | 129      | 0     |
| FC Maia        | Portugal | 2004 - 2005 | 24       | 0     |

## Clubes como entrenador
| Club          | País     | Año    |
| ------------- | -------- | ------ |
| SC Salgueiros | Portugal | 2012 - |

## Palmarés
FC Porto
- Primera División de Portugal: 1994-95, 1995-96, 1997-98, 1998-99, 2002-03, 2003-04
- Copa de Portugal: 1994, 1998, 2000, 2001, 2003
- Supercopa de Portugal: 1994, 1998, 1999, 2001, 2003
- Copa de la UEFA: 2003
- UEFA Champions League: 2004

Real Madrid CF
- Primera División de España: 1996-97

- Datos: Q718284